# Jerzy Jan Kurpiński
Jerzy Jan Kurpiński ps. „Ponury”, „Jur”, „Rafał”, „Cedro”, „Azja” (ur. 22 grudnia 1918 w Częstochowie, zm. 1955 w Warszawie) – polski oficer konspiracji niepodległościowej.

## Życiorys
Urodził się 22 grudnia 1918 r. w Częstochowie jako syn ogrodników Feliksa i Zofii z d. Jastrzębskiej. Ukończył w 1937 r. Liceum im. Sienkiewicza w Częstochowie. Potem podjął służbę wojskową w 27 Pułku Piechoty i z wyróżnieniem ukończył pułkową szkołę podchorążych rezerwy w 1938 r., po czym podjął studia na Wydziale Ogrodnictwa w Szkole Głównej Gospodarstwa Wiejskiego w Warszawie, które musiał przerwać po pierwszym roku z powodu wybuchu II wojny światowej.
Walczył w kampanii wrześniowej, po bitwie pod Kockiem dostając się do sowieckiej, a później niemieckiej, niewoli, z których zbiegł. Następnie zatrudnił się pod fałszywym nazwiskiem w leśniczówce Kręciwilk i zaczął działalność w Związku Walki Zbrojnej, awansując w 1942 r. do stopnia podporucznika, prawdopodobnie w sztabie Inspektoratu Częstochowa Armii Krajowej. W 1942 r. wywiózł do Nowego Sącza odbitego z więzienia na Zawodziu w Częstochowie płk. Stanisława Mareckiego Butryma. Po dekonspiracji przeniesiony w rejon Nowego Sącza, by z powodzeniem odbudować siatkę zniszczoną przez Gestapo. Po czterech miesiącach – w czerwcu 1943 r. – opuścił ten rejon zagrożony aresztowaniem i wrócił do Częstochowy, prawdopodobnie do Kedywu Obwodu Częstochowskiego, organizując placówki na terenie Podobwodu II (Przyrów, Olsztyn, Janów, Żarki) i wiosną 1944 r. utworzył z nich oddział w lasach koło Złotego Potoku, gdzie wybudował sieć bunkrów leśnych. W 1944 r. kilkukrotnie jego oddział toczył potyczki z niemiecką żandarmerią, w Blachowni wykonał egzekucje na 11 niemieckich funkcjonariuszach, a w Myszkowie zaatakował w ramach działań odwetowych szkołę przysposobienia wojskowego (zginęło 64–70 Niemców, rannych było 150–158) co spowodowało jednak kolejne akcje terrorystyczne ze strony niemieckiej. Ponadto Kurpiński zabezpieczał zrzuty i szkolił częstochowskie oddziały Szarych Szeregów.
W czasie akcji Burza dowodził kompanią 2 batalionu 27 Pułku Piechoty AK Centaur, który ruszyła do Warszawy, jednak w lasach przysuskich dowództwo pułku podjęło decyzję o zawróceniu do Złotego Potoku. Tam jego oddziały na krótko opanowały Janów, stoczyły potyczkę z oddziałem SA i policji w Białej Wielkiej oraz zarekwirowały zapasy z niemieckiego majątku rolnego. 25 października jego batalion został rozwiązany, a oddziały w terenie przejął ppor. Stanisław Bączyński Bas, Kurpińskiego zaś, ze względu na stan zdrowia, skierowano do konspiracji w Częstochowie.
Po wejściu do Polski Armii Czerwonej nakazał wiosną 1945 r. zejście do konspiracji i zaczął budować obwód Zawiercie nowej organizacji podziemnej, której podporządkowały się dwa oddziały. 19 maja podległy mu patrol ppor. Czesława Gurtmana Mocnego wykonał wyrok na agencie Gestapo i poruczniku Urzędu Bezpieczeństwa Zdzisławie Dusiku. W sierpniu 1945 r. nakazał swoim ludziom ujawnić się i zdać broń, sam również się ujawnił i brał udział w rozmowach i podpisaniu umowy amnestyjnej. W tym okresie występował w stopniu kapitana, na który awans otrzymał prawdopodobnie w 1945 r.
Po ujawnieniu zasiadał w Komisji Likwidacyjnej byłej AK Obszaru Centralnego w Częstochowie, a zimą został przewodniczącym sekcji pomocy dla uwięzionych przy powstałym 13 grudnia 1945 r. Komitecie Niesienia Pomocy członkom byłej AK. Ponadto wstąpił do Stronnictwa Demokratycznego i częstochowskiego oddziału Związku Bojowników o Wolność i Demokrację, którego został wiceprezesem. Ponadto prowadził ogród warzywny w Częstochowie i pod pretekstem jego zaopatrzenia często podróżował do Wrocławia, Kielc i Krakowa, jeździł także do Warszawy, gdzie kontaktował się z płk. Janem Mazurkiewiczem Radosławem. 11 stycznia 1950 r. był przesłuchiwany przez UB w Częstochowie, a wobec groźby aresztowania od lata ukrywał się w leśniczówce w Wielkopolsce i na Śląsku.
W maju 1955 r. ujawnił się w Warszawie, ale został aresztowany przez UB i został osadzony w więzieniu na Mokotowie, gdzie został zamordowany w niewyjaśnionych okolicznościach – oficjalnie wypadł z czwartego piętra, a według naocznych świadków został zatłuczony na śmierć. Pochowany przez rodzinę na Cmentarzu Powązkowskim w Warszawie.
Żonaty z Haliną Cekierą, miał dwoje dzieci. Jego siostrą była Wanda Kurpińska.

## Odznaczenia
- Order Virtuti Militari V klasy (1944)[1]
- Krzyż Walecznych (1943)[1]